# Inăriță de tundră
Inărița de tundră (Acanthis hornemanni) sau inărița polară este o pasăre paseriformă mică din familia Fringillidae. Se reproduce în pădurile de mesteacăn din tundră. 

## Taxonomie
Are două subspecii, A. h. hornemanni din Groenlanda și părțile învecinate ale Canadei, și A. h. exilipes, care se reproduce în tundra din nordul Americii de Nord și din Palearctica. Multe păsări rămân în nordul îndepărtat; unele păsări migrează pe distanțe scurte spre sud în timpul iernii, călătorind uneori împreună cu inărița comună.
Denumirea genului Acanthis provine din greaca veche akanthis, un nume pentru o pasăre mică, acum neidentificabilă, iar hornemanni îl comemorează pe botanistul danez Jens Wilken Hornemann.

## Galerie

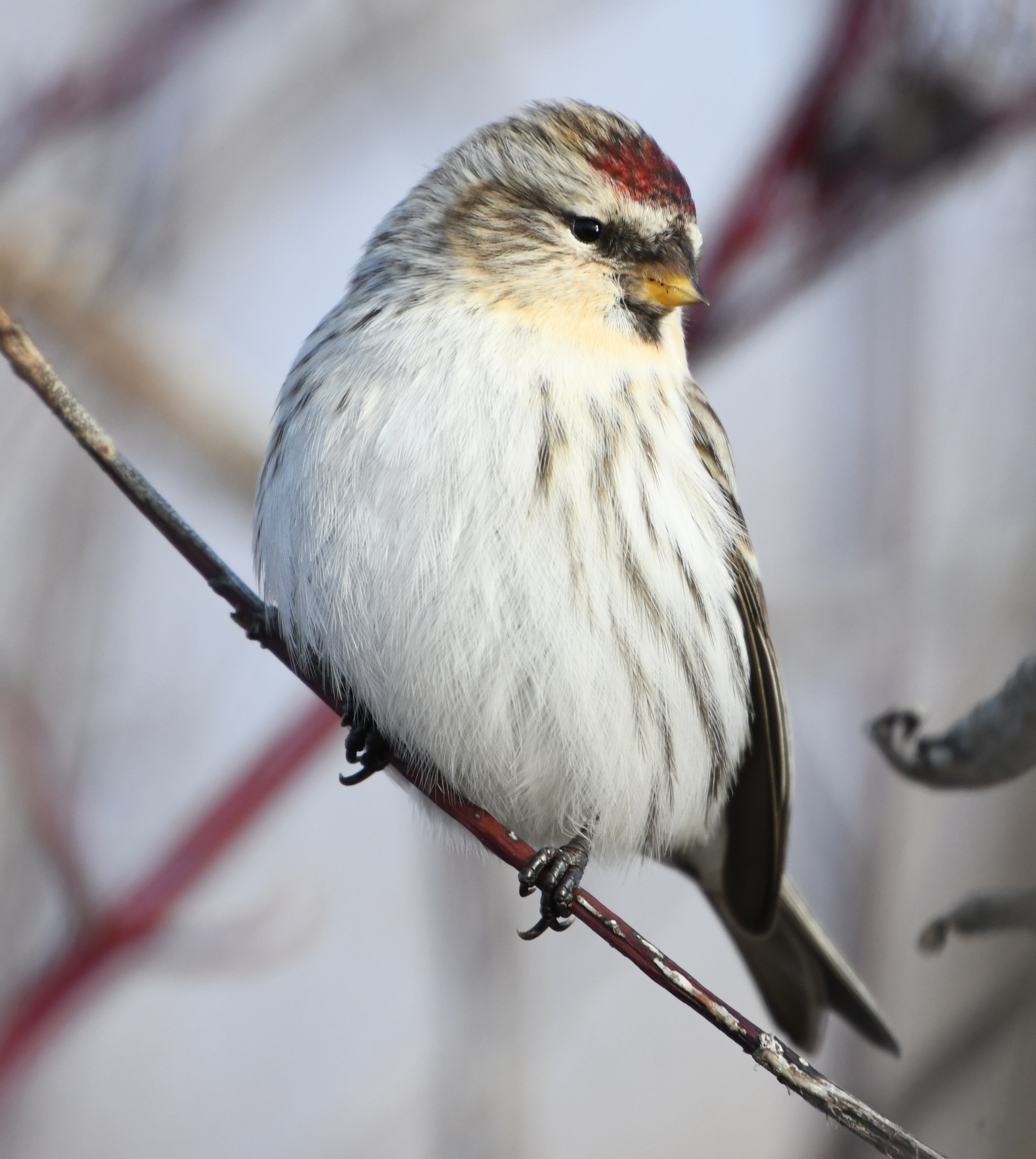
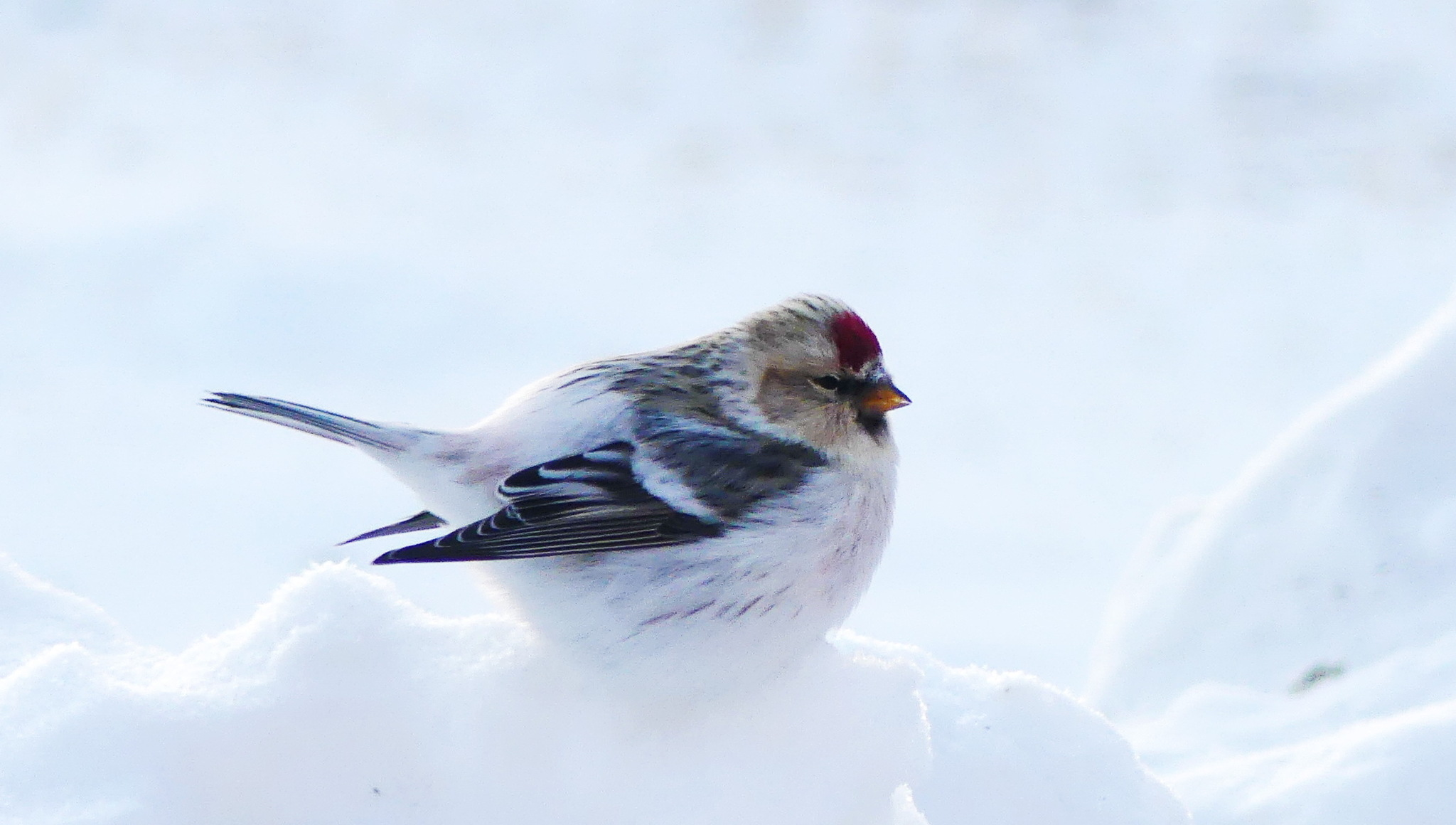
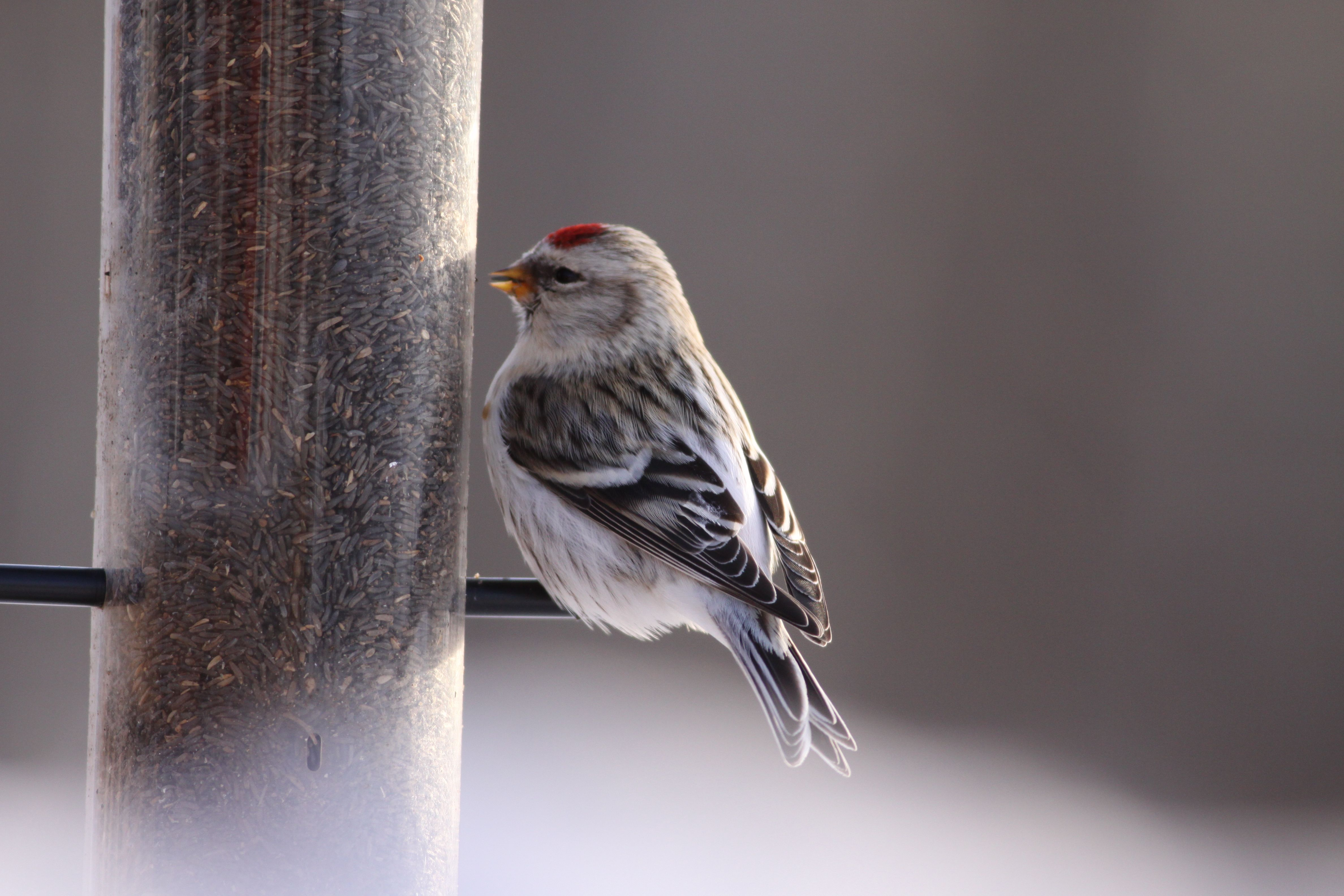